# Joaquín María Herrer

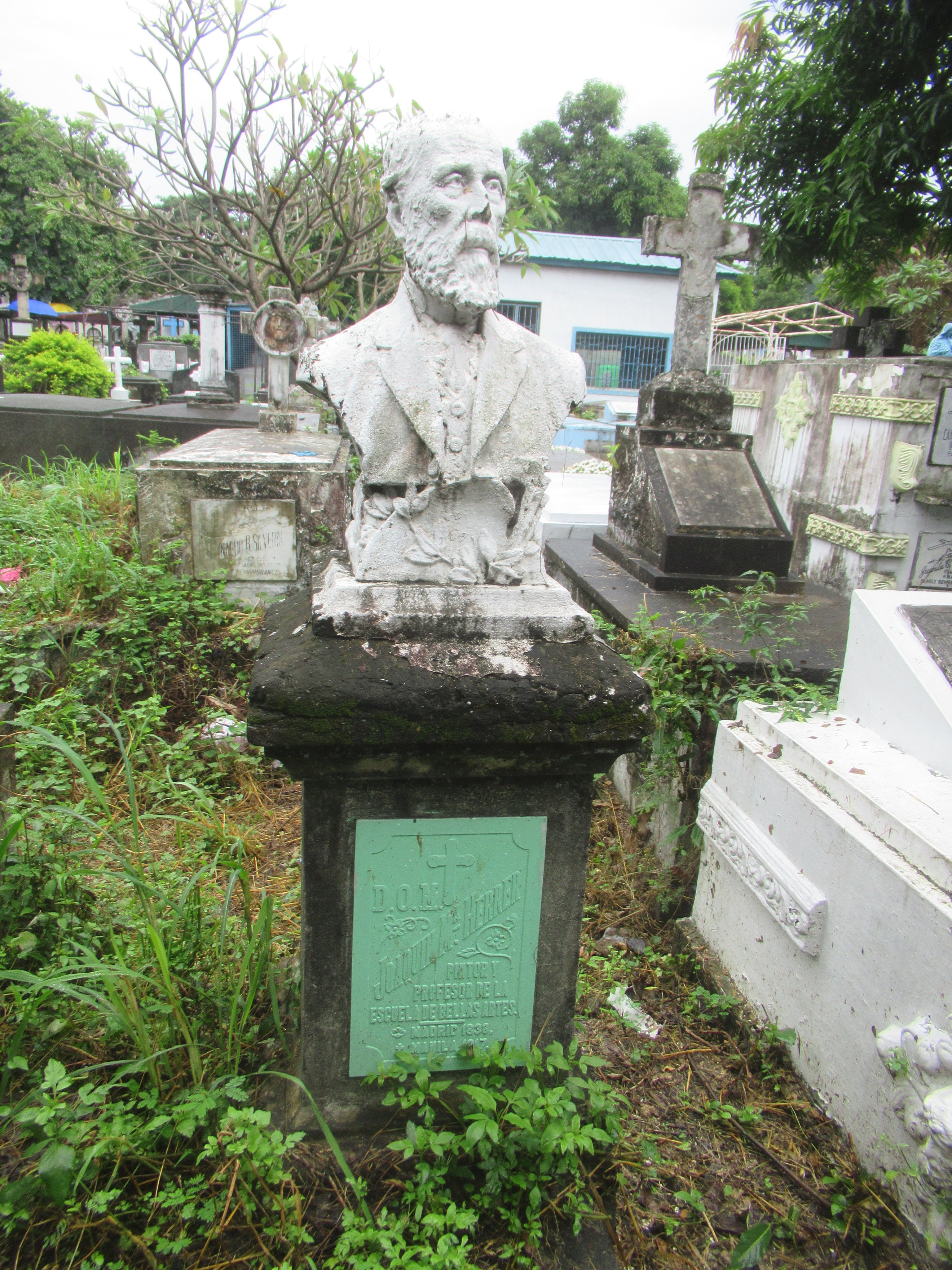
Busto de Joaquín María Herrer

Joaquín María Herrer y Rodríguez (Madrid, 1838-Manila, 1917) fue un pintor español.

## Biografía
Habría nacido en 1838. Herrer, según Ossorio y Bernard, era natural de Madrid, ciudad en la que realizó sus primeros estudios bajo la dirección de Carlos Múgica, hasta que pensionado por la Diputación provincial de Madrid pasó a París, donde los continuó en la Academia Imperial y con Gleyre, y posteriormente en las Escuelas de Roma.

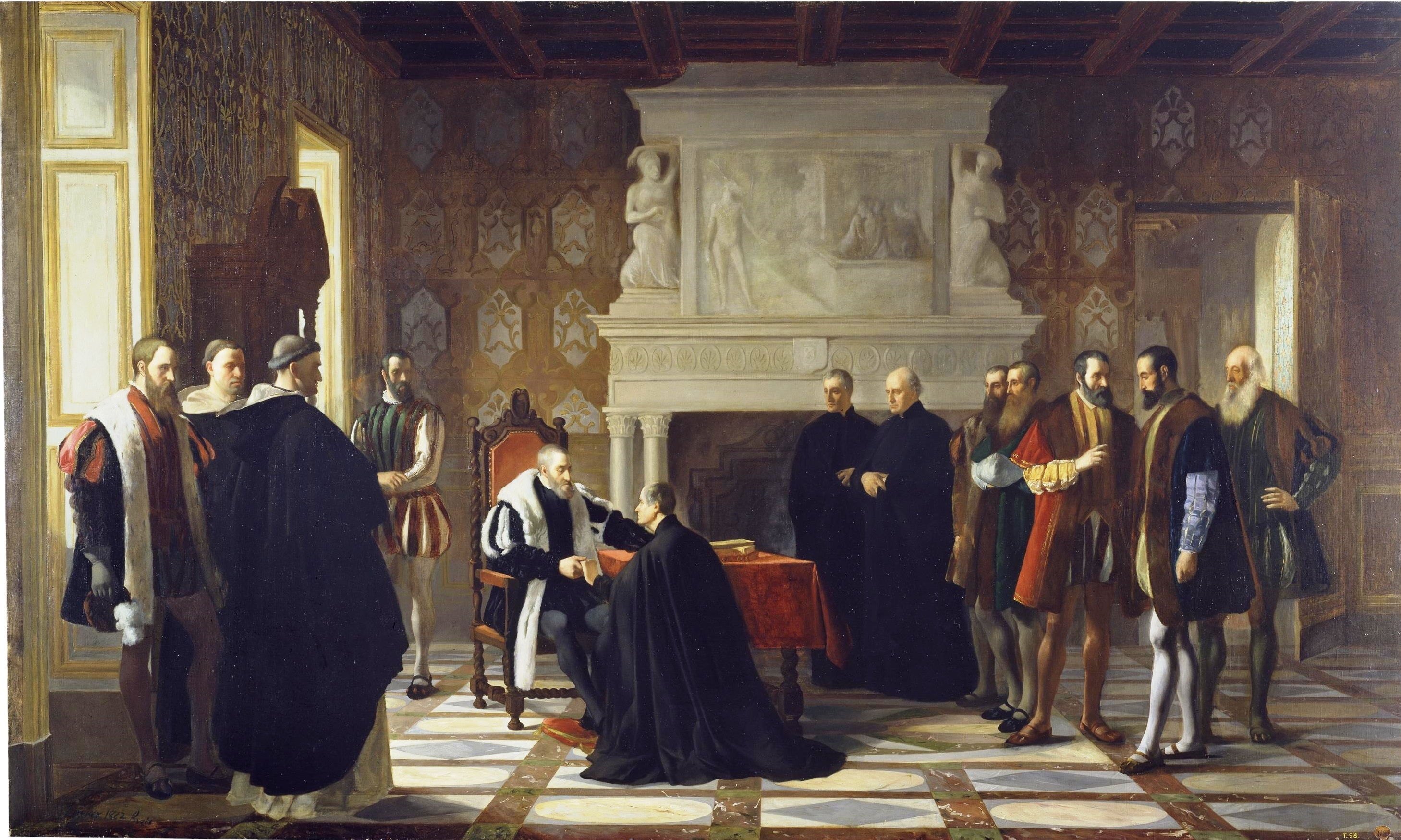
Carlos V recibe en Yuste la visita de San Francisco de Borja (Museo del Prado)

En las Exposiciones Nacionales de Bellas Artes celebradas en Madrid en 1862, 1864 y 1866 presentó las siguientes obras: Entrevista de Carlos V con San Francisco de Borja, que le valió ser distinguido por el jurado con mención honorífica especial, y le fue comprado para el Museo nacional; María Teresa (estudio); La carta de recomendación; Últimos momentos de Carlos V, premiado con otra mención honorífica y adquirido por Isabel II; El agua bendita, interior del convento de señoras Comendadoras de Santiago, premiado con medalla de tercera clase y que pertenece al Museo del Prado; y El chocolate, que figuró más tarde en la Exposición Universal de París (1867). En la ordinaria celebrada en la capital francesa el mismo año presentó otro cuadrito, cuyo tema era la Visita de unas damas al estudio de un pintor.
Fueron también obra suya La lectura, que presentó en la Exposición de Bayona de 1864, y La última salida de dos novicias antes de tomar el velo en un monasterio, propiedad de Isabel II. A la Exposición de Madrid de 1876 concurrió con Un mercado de Asturias (adquirido por el Gobierno), y Vista de Luanco tomada desde el muelle; a la de 1881 con su cuadro El emperador Carlos V recibiendo el viático. Otra obra suya es Monjas en el coro, pintada en Roma para un suizo. Hacia la década de 1880 era catedrático de dibujo del instituto de segunda enseñanza de Ciudad Real. El pintor ciudadrealeño Ángel Andrade fue discípulo suyo. Habría fallecido en 1917 en Manila.